# Статут об оккупации Германии
Статут об оккупации Германии (нем. Besatzungsstatut) от 10 апреля 1949 года определил роли и обязанности созданного правительства Федеративной Республики Германии (Западной Германии) и Союзной верховной комиссии. Он был разработан представителями США, Великобритании и Франции и действовал до вступления в силу Парижских соглашений 1954 года.
Авторами статута были государственный секретарь США Дин Ачесон, Министр иностранных дел Великобритании Эрнест Бевин и премьер-министр Франции Робер Шуман, которые в течение восьми дней обсуждали этот вопрос на конференциях в Вашингтоне. Статут предоставил ФРГ условный суверенитет и принимал её в «План Маршалла» в качестве равноправного партнера. Союзники сохранили за собой право содержать оккупационные войска в стране и полный контроль над разоружением, демилитаризацией, связанными с военным делом областями научных исследований, военными репарациями, Рурской областью, декартелизацией, внешней торговлей, уровнем промышленного производства, перемещенными лицами и беженцами, защитой, престижем и безопасностью оккупационных сил, иностранными делами, внешней торговлей и обменом. ФРГ могла действовать в этих сферах только с разрешения союзников.
Кроме того, Основной закон ФРГ мог быть изменен только с единогласного согласия союзников, и союзники имели право наложить вето на любой законопроект, который, по их мнению, противоречил Основному закону или политике оккупации. Союзники также имели право возобновить полноценную оккупацию в случае чрезвычайной ситуации.
Представители союзников обратились в Парламентский совет, который занимался разработкой Основного закона, с требованием принять статут. Несмотря на сопротивление СДПГ, совет принял Оккупационный статут.
В ноябре 1949 года Петерсбергское соглашение ограничило применение Оккупационного статута.
В 1951 году канцлеру Конраду Аденауэру удалось добиться членства Западной Германии в Европейском объединении угля и стали, которое впоследствии стало ядром Европейского экономического сообщества, предшественника Европейского союза. В том же году американцы, британцы и французы согласились на пересмотр Оккупационного статута, который существенно расширил внутреннюю власть Федеративной Республики. Умело эксплуатируя страхи Запада  о потенциальном коммунистическом нападении на Европу из-за Корейской войной, Аденауэр добился дальнейших уступок от западных держав, а также добился согласия на перевооружение Западной Германии в контексте западноевропейской системы обороны. В 1955 году Западная Германия стала полноправным членом НАТО и получила суверенитет во внешних делах после истечения срока действия Оккупационного статута.